# Bénouville (Calvados)
Pour les articles homonymes, voir Bénouville.
Bénouville est une commune française, située dans le département du Calvados en région Normandie, peuplée de 2 001 habitants (les Bénouvillais).

## Géographie
Bénouville se trouve dans le Calvados entre Ouistreham et Caen le long du canal de Caen à la mer.
| Colleville-Montgomery (par un angle), Biéville-Beuville | Saint-Aubin-d'Arquenay | Ouistreham, Amfreville (par un angle) |
| Biéville-Beuville, Blainville-sur-Orne                  | Bénouville             | Ranville                              |
| Blainville-sur-Orne                                     | Blainville-sur-Orne    | Ranville                              |

### Climat
Pour des articles plus généraux, voir Climat de la Normandie et Climat du Calvados.
En 2010, le climat de la commune est de type climat océanique altéré, selon une étude du CNRS s'appuyant sur une série de données couvrant la période 1971-2000. En 2020, Météo-France publie une typologie des climats de la France métropolitaine dans laquelle la commune est exposée à un climat océanique et est dans la région climatique Normandie (Cotentin, Orne), caractérisée par une pluviométrie relativement élevée (850 mm/a) et un été frais (15,5 °C) et venté. Parallèlement le GIEC normand, un groupe régional d’experts sur le climat, différencie quant à lui, dans une étude de 2020, trois grands types de climats pour la région Normandie, nuancés à une échelle plus fine par les facteurs géographiques locaux. La commune est, selon ce zonage, exposée à un « climat des plateaux abrités », correspondant à la plaine agricole de Caen à Falaise, sous le vent des collines de Normandie et proche de la mer, se caractérisant par une pluviométrie et des contraintes thermiques modérées.
Pour la période 1971-2000, la température annuelle moyenne est de 11 °C, avec une amplitude thermique annuelle de 12 °C. Le cumul annuel moyen de précipitations est de 674 mm, avec 11,5 jours de précipitations en janvier et 7,1 jours en juillet. Pour la période 1991-2020, la température moyenne annuelle observée sur la station météorologique la plus proche, située sur la commune de Sallenelles à 4 km à vol d'oiseau, est de 11,8 °C et le cumul annuel moyen de précipitations est de 735,8 mm,. Pour l'avenir, les paramètres climatiques de la commune estimés pour 2050 selon différents scénarios d’émission de gaz à effet de serre sont consultables sur un site dédié publié par Météo-France en novembre 2022.

## Urbanisme

### Typologie
Au 1er janvier 2024, Bénouville est catégorisée ceinture urbaine, selon la nouvelle grille communale de densité à 7 niveaux définie par l'Insee en 2022.
Elle appartient à l'unité urbaine de Blainville-sur-Orne, une agglomération intra-départementale dont elle est une commune de la banlieue,. Par ailleurs la commune fait partie de l'aire d'attraction de Caen, dont elle est une commune de la couronne,. Cette aire, qui regroupe 296 communes, est catégorisée dans les aires de 200 000 à moins de 700 000 habitants,.
La commune, bordée par l'estuaire de l'Orne, est également une commune littorale au sens de la loi du 3 janvier 1986, dite loi littoral. Des dispositions spécifiques d’urbanisme s’y appliquent dès lors afin de préserver les espaces naturels, les sites, les paysages et l’équilibre écologique du littoral, tel le principe d'inconstructibilité, en dehors des espaces urbanisés, sur la bande littorale des 100 mètres, ou plus si le plan local d’urbanisme le prévoit.

### Occupation des sols
L'occupation des sols de la commune, telle qu'elle ressort de la base de données européenne d’occupation biophysique des sols Corine Land Cover (CLC), est marquée par l'importance des territoires agricoles (60,6 % en 2018), en diminution par rapport à 1990 (67,7 %). La répartition détaillée en 2018 est la suivante :
terres arables (53,8 %), zones urbanisées (28,2 %), prairies (6,8 %), eaux continentales (6,2 %), milieux à végétation arbustive et/ou herbacée (4,6 %), zones industrielles ou commerciales et réseaux de communication (0,4 %). L'évolution de l’occupation des sols de la commune et de ses infrastructures peut être observée sur les différentes représentations cartographiques du territoire : la carte de Cassini (XVIIIe siècle), la carte d'état-major (1820-1866) et les cartes ou photos aériennes de l'IGN pour la période actuelle (1950 à aujourd'hui).

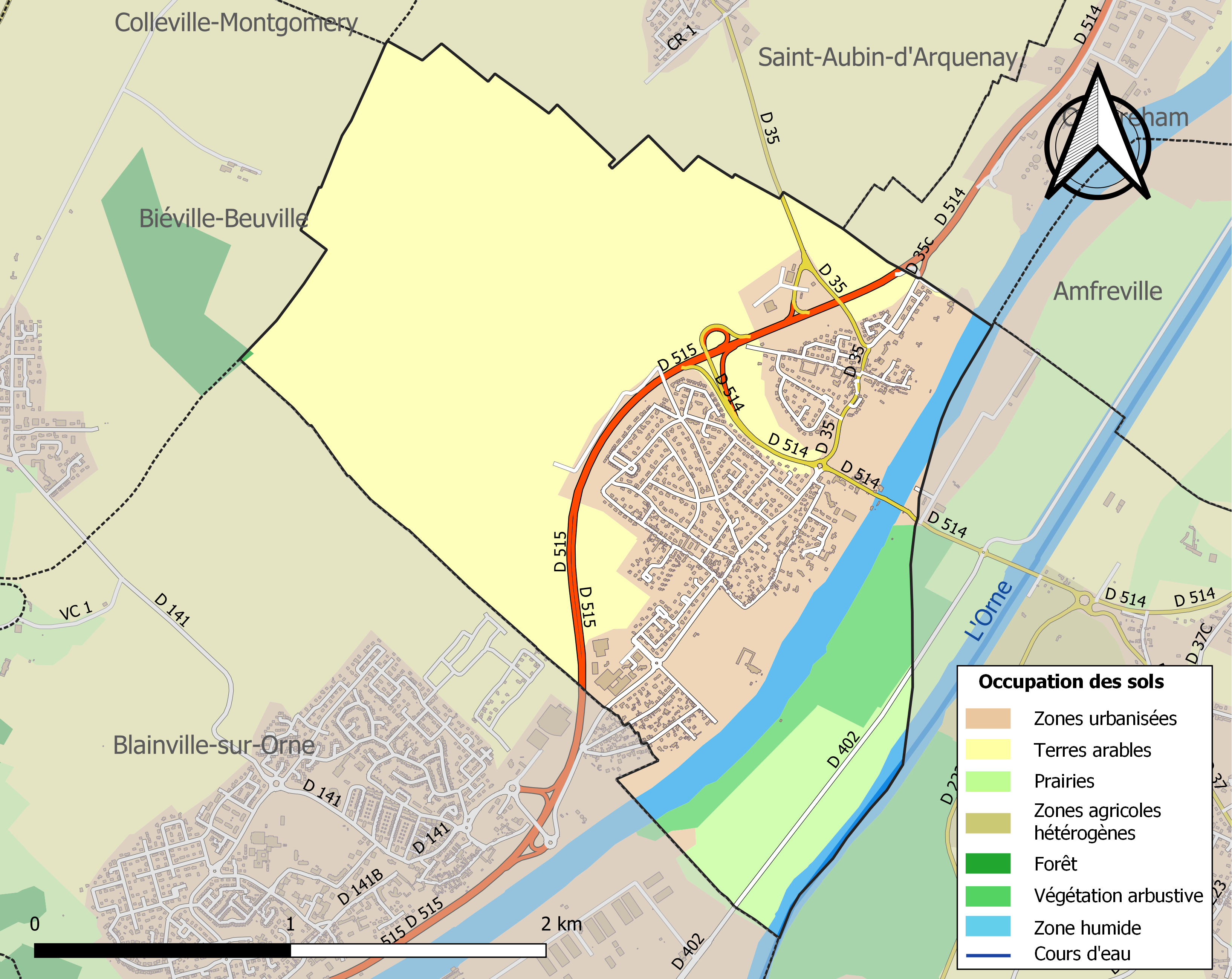
Carte des infrastructures et de l'occupation des sols de la commune en 2018 (CLC).

## Toponymie

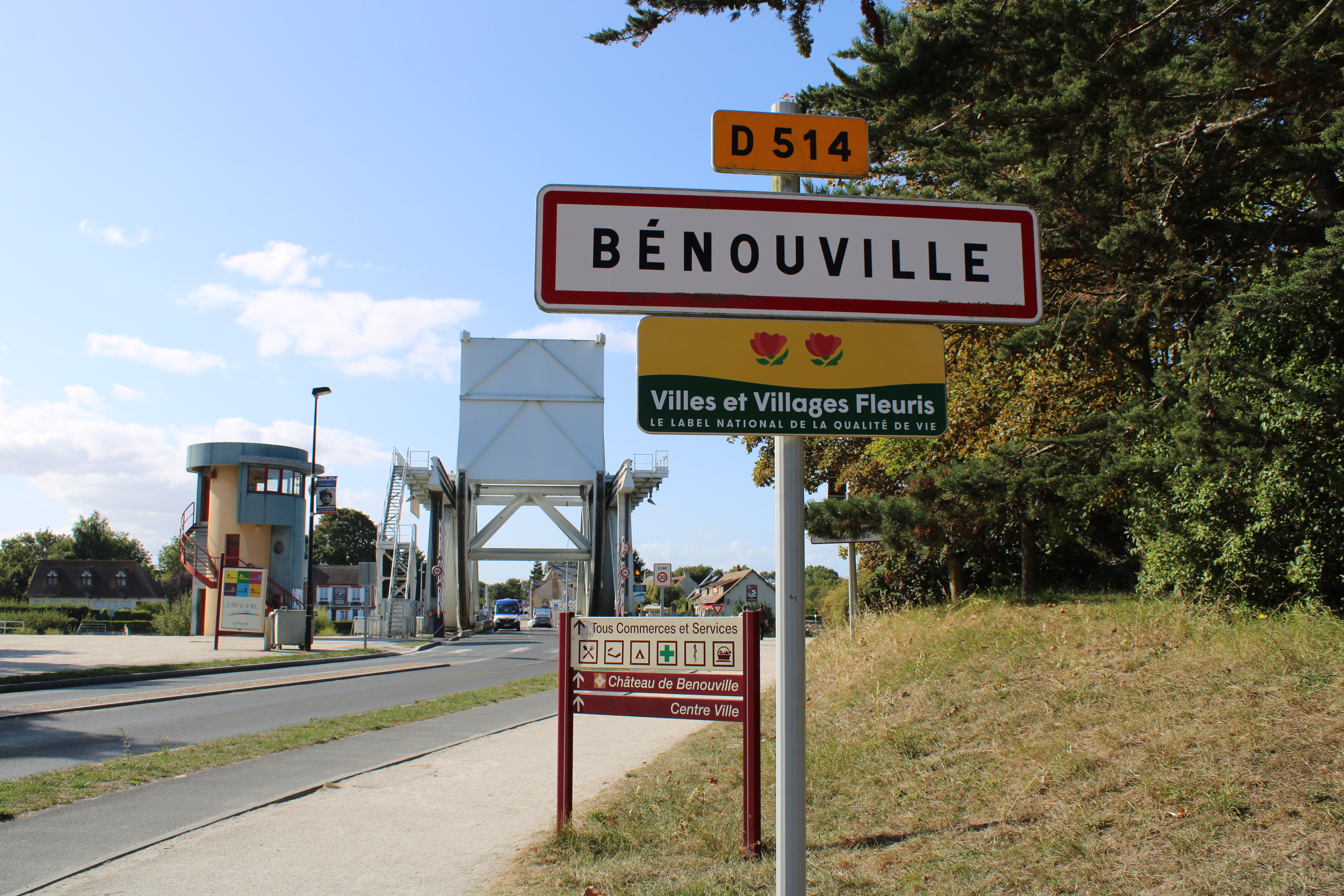
Entrée de la ville sur la rive est du canal de Caen à la mer, à l’approche de Pegasus Bridge.

Le nom du village est mentionné en 1066 sous la forme latinisée Burnolfivilla.
Il s'agit d'une formation toponymique en -ville au sens ancien de « domaine rural », précédé de l'anthroponyme vieux danois Biornulf, vieux norrois Biǫrnulfr ou anglo-saxon Beornwulf. Il se perpétue dans le nom de famille normand Burnouf (surtout Cotentin) et sans doute Burnoult (Calvados), patronyme disparu.
Homographie avec Bénouville (Seine-Maritime, Bernovilla 1166 - 1173) basé sur le nom de personne d'origine germanique occidentale Berno et avec Saint-Pierre-Bénouville (Seine-Maritime, Bernoldivillam XIIe siècle) qui contient un autre anthroponyme, Bernold, d'origine germanique également.

## Histoire
Un village de pêcheurs est établi sur les bords de l'Orne à l'âge du bronze.
À l'époque gallo-romaine, une voie antique reliant Pont-Audemer et Bayeux traverse l'actuelle commune et un bac est établi sur le fleuve. Ce bac perdure jusqu'au milieu du XIXe siècle. Lors de la construction du canal de Caen à la mer, ouvert à la navigation en 1857, l'Orne est redressée entre Ranville et le corps de garde de Sallenelles ; l'ancien lit du fleuve est en partie repris par le canal entre pont de Bénouville (actuel Pegasus Bridge) et le déversoir du Maresquier,,. De ce fait, l'ancien bac sur l'Orne se trouvait à proximité de l'actuel pont de Bénouville.
La restauration et l'embellissement du château de Bénouville sont commandés à l'architecte Claude-Nicolas Ledoux en 1769 par François-Hyppolite Sanguin, marquis de Livry, qui hérite du domaine à la mort de son beau-père, Antoine Gillain, marquis de Bénouville, en 1768. Les travaux sont achevés en 1785.
À partir de 1892, la commune est desservie par la première ligne des chemins de fer du Calvados reliant la gare de Dives - Cabourg et la gare de Luc-sur-Mer. L'année suivante, une ligne permet de relier la gare de Bénouville à la gare de Caen-Saint-Pierre. Il existait également un arrêt au château de Bénouville. La ligne de Bénouville à Dives est fermée en 1932 et celle de Caen à Luc par Bénouville après le débarquement en 1944.
L'opération Coup-de-main de juin 1944, consistait en la prise de possession des ponts, de Bénouville (Euston 1, appelé plus tard Pegasus Bridge) et de Ranville (Euston 2, appelé plus tard Horsa Bridge), dans le cadre de l'opération Tonga, menée par la 6e division parachutiste britannique. Sous les ordres du lieutenant-colonel Richard Geoffrey Pine-Coffin du 7e bataillon d'infanterie aéroporté et du général de brigade Nigel Poett de la 5e brigade aéroportée britannique, le major John Howard atterrit avec ses trois planeurs à 0 h 20 (mais 23 h 20 heure anglaise, ce qui explique que Bénouville ait une place du 5-juin-1944 et non une place du 6-juin-1944). Le major Howard dirige 180 hommes avec lesquels il prend le Pegasus Bridge. La compagnie du major avec le 7e bataillon tinrent les deux ponts malgré les contre-attaques allemandes et les nombreuses pertes. Le Café Gondrée, qui existe toujours, fut la première maison libérée de l'occupation allemande par les Alliés lors de la bataille de Normandie. Thérèse et Georges Gondrée ont eu un rôle actif dans la réussite de cette opération. Leur fille Françoise est la fondatrice avec le général Gale, président de l'association pour la sauvegarde du site-musée de Pegasus Bridge et batterie de Merville. 
Par ailleurs, le 127e régiment d’artillerie de campagne (Highland) RA (TA),, installa son quartier général au 22 rue du Grand-Clos durant la bataille de Caen pendant un mois.

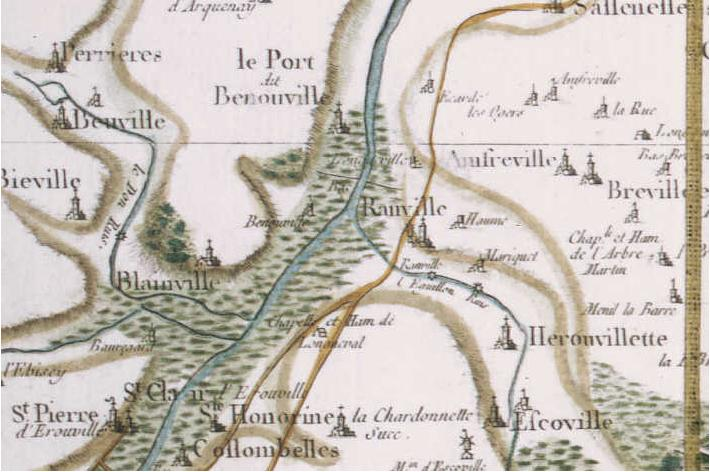
Bénouville au XVIIIe siècle sur la carte de Cassini.
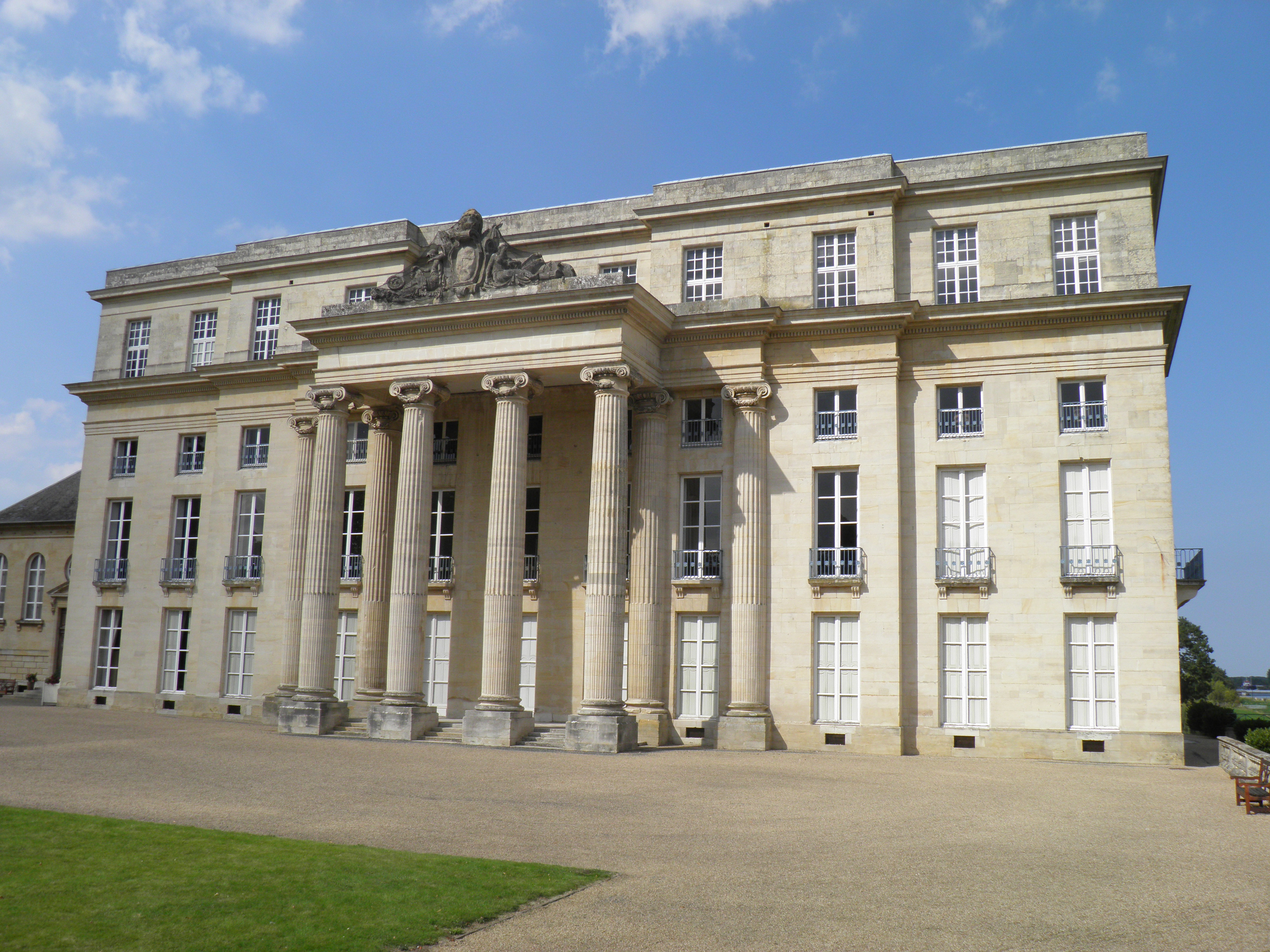
Château de Bénouville.
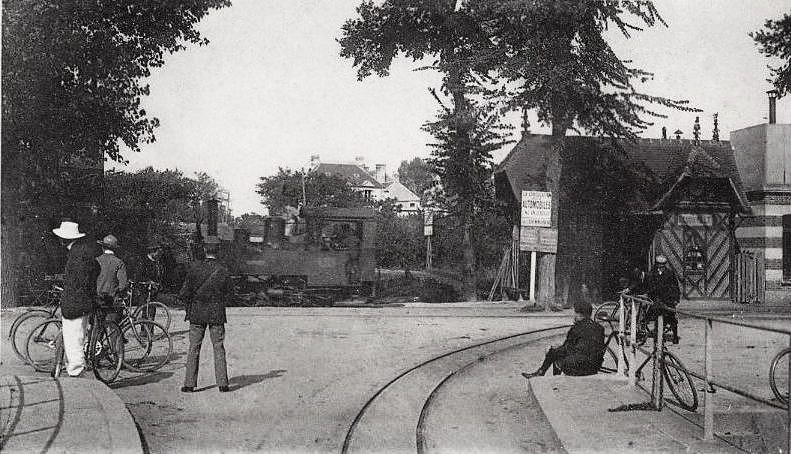
Gare des chemins de fer du Calvados.
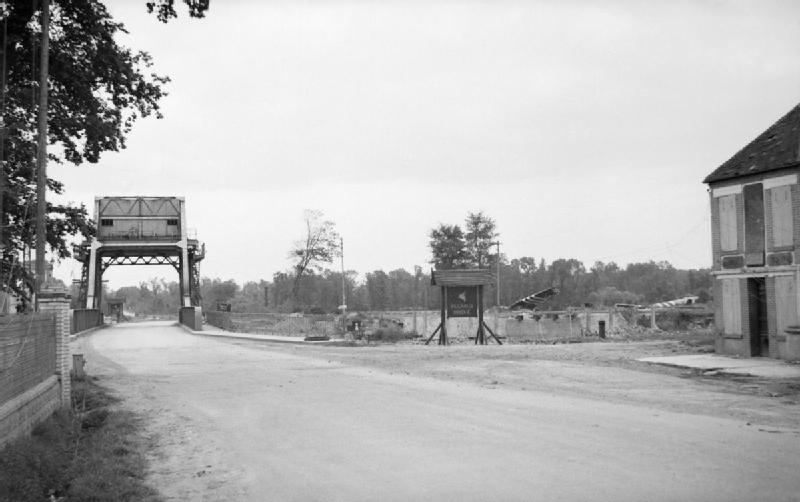
Pegasus bridge le 12 juillet 1944.

## Politique et administration

### Rattachements administratifs et électoraux
Bénouville appartient à l'arrondissement de Caen et au canton d'Ouistreham depuis sa création en 1982. Avant cette date, la commune faisait partie du canton de Douvres-la-Délivrande.
Pour l’élection des députés, elle est rattachée à la quatrième circonscription du Calvados, représentée par Christophe Blanchet (LREM) depuis 2017.

### Intercommunalité
Depuis 2003, la commune appartient à la communauté urbaine Caen la Mer.

### Liste des maires

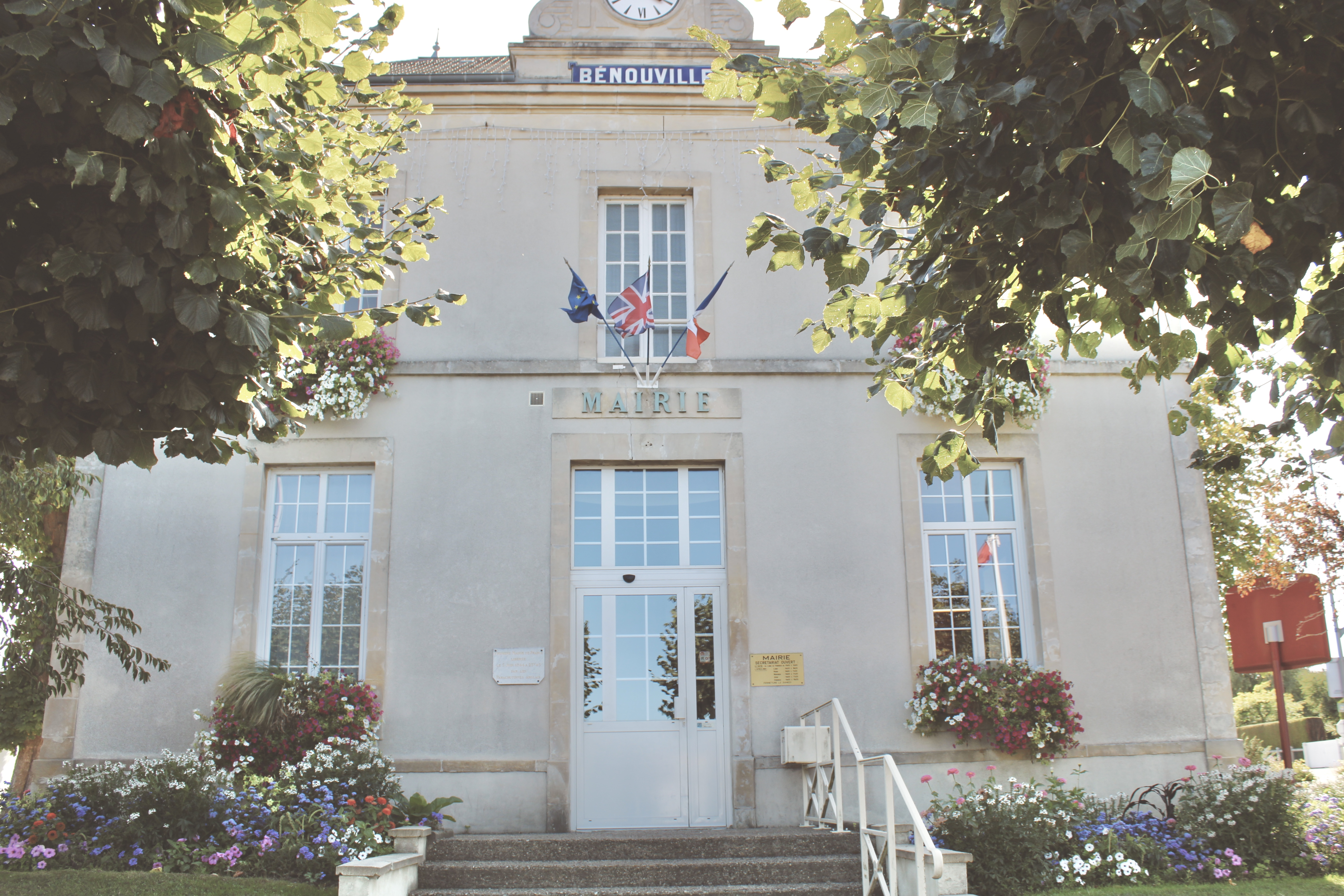
L'hôtel de ville.

| Période                                  | Période                  | Identité             | Étiquette | Qualité                                             |
| ---------------------------------------- | ------------------------ | -------------------- | --------- | --------------------------------------------------- |
| octobre 1947                             | mai 1953                 | Léa Vion             |           | Directrice de maternité, résistante                 |
| Les données manquantes sont à compléter. |                          |                      |           |                                                     |
| mars 1959                                | mars 1977                | Achille Demeyer      |           | Cultivateur retraité                                |
| mars 1977                                | juillet 1984 (démission) | Philippe Dieu        |           | Directeur commercial                                |
| juillet 1984                             | décembre 1984            | Guy Baillehache      |           | Maire par intérim                                   |
| décembre 1984                            | janvier 2000 (démission) | Alain Nivault        |           | Négociant carrelage                                 |
| janvier 2000                             | mars 2001                | Guy Baillehache      |           | Cadre bancaire, chargé de formation professionnelle |
| mars 2001                                | mars 2014                | Alain Lepareur       | PS        | Ingénieur commercial                                |
| mars 2014                                | mai 2020                 | Salvatore Bellomo    |           | Cadre bancaire retraité                             |
| mai 2020                                 | En cours                 | Clémentine Le Marrec | DVG       | Fonctionnaire territoriale                          |
| Les données manquantes sont à compléter. |                          |                      |           |                                                     |

## Démographie
L'évolution du nombre d'habitants est connue à travers les recensements de la population effectués dans la commune depuis 1793. Pour les communes de moins de 10 000 habitants, une enquête de recensement portant sur toute la population est réalisée tous les cinq ans, les populations de référence des années intermédiaires étant quant à elles estimées par interpolation ou extrapolation. Pour la commune, le premier recensement exhaustif entrant dans le cadre du nouveau dispositif a été réalisé en 2005.
En 2022, la commune comptait 2 001 habitants, en évolution de −3,29 % par rapport à 2016 (Calvados : +1,58 %, France hors Mayotte : +2,11 %).
| 1793 | 1800 | 1806 | 1821 | 1831 | 1836 | 1841 | 1846 | 1851 |
| ---- | ---- | ---- | ---- | ---- | ---- | ---- | ---- | ---- |
| 246  | 280  | 425  | 398  | 351  | 400  | 390  | 345  | 339  |

| 1856 | 1861 | 1866 | 1872 | 1876 | 1881 | 1886 | 1891 | 1896 |
| ---- | ---- | ---- | ---- | ---- | ---- | ---- | ---- | ---- |
| 354  | 340  | 344  | 357  | 322  | 356  | 298  | 296  | 276  |

| 1901 | 1906 | 1911 | 1921 | 1926 | 1931 | 1936 | 1946 | 1954 |
| ---- | ---- | ---- | ---- | ---- | ---- | ---- | ---- | ---- |
| 287  | 292  | 297  | 340  | 342  | 571  | 589  | 763  | 812  |

| 1962 | 1968 | 1975 | 1982 | 1990  | 1999  | 2005  | 2006  | 2010  |
| ---- | ---- | ---- | ---- | ----- | ----- | ----- | ----- | ----- |
| 754  | 739  | 827  | 828  | 1 258 | 1 741 | 1 924 | 1 931 | 1 984 |

| 2015  | 2020  | 2022  | - | - | - | - | - | - |
| ----- | ----- | ----- | - | - | - | - | - | - |
| 2 099 | 2 039 | 2 001 | - | - | - | - | - | - |

## Culture locale et patrimoine

### Lieux et monuments
- Église Notre-Dame, construite du XIIe siècle au XVIe siècle, inscrite au titre des Monuments historiques depuis le 4 octobre 1932[44].
- Château de Bénouville conçu par l'architecte Claude Nicolas Ledoux entre 1769 et 1780 pour le marquis Sanguin de Livry, gendre du marquis Guillain de Bénouville. On dit que Ledoux ne serait venu à Bénouville qu'une seule fois. Il demanda à Angibeau puis Devilliers de Maisonrouge de s'occuper du chantier. Le château appartient depuis 1927 au conseil général du Calvados et abrita une maternité puis, la chambre régionale des comptes y siège. Le château, classé monument historique[45], est fermé au public depuis septembre 2024 et fait l'objet de travaux de restauration qui devraient restituer à cette demeure son atmosphère du XVIIIe siècle[46].
- Le café Gondrée, inscrit au titre des Monuments historiques[47].
- Pegasus Bridge, site du premier contact au sol des troupes alliées lors de l'opération Overlord. Le pont a été reconstruit en 1994 fidèle à sa forme initiale, mais légèrement plus grand. L'ancien pont est conservé au musée, à quelques dizaines de mètres du nouveau dans un site naturel classé[48].
- Signal, monument situé au bord du canal de Caen à la mer et de la RD 514. Il est financé par l'argent tiré de la vente d'épaves du débarquement. Il est inauguré le 6 juin 1954. Il fait partie d'une série de monuments semblables, portant le même titre, situés dans les communes où le débarquement de 1944 eut lieu.
- Buste du major John Howard, réalisée par Vivien Mallock (en), installé au bord du canal de Caen à la mer et de la RD 514.

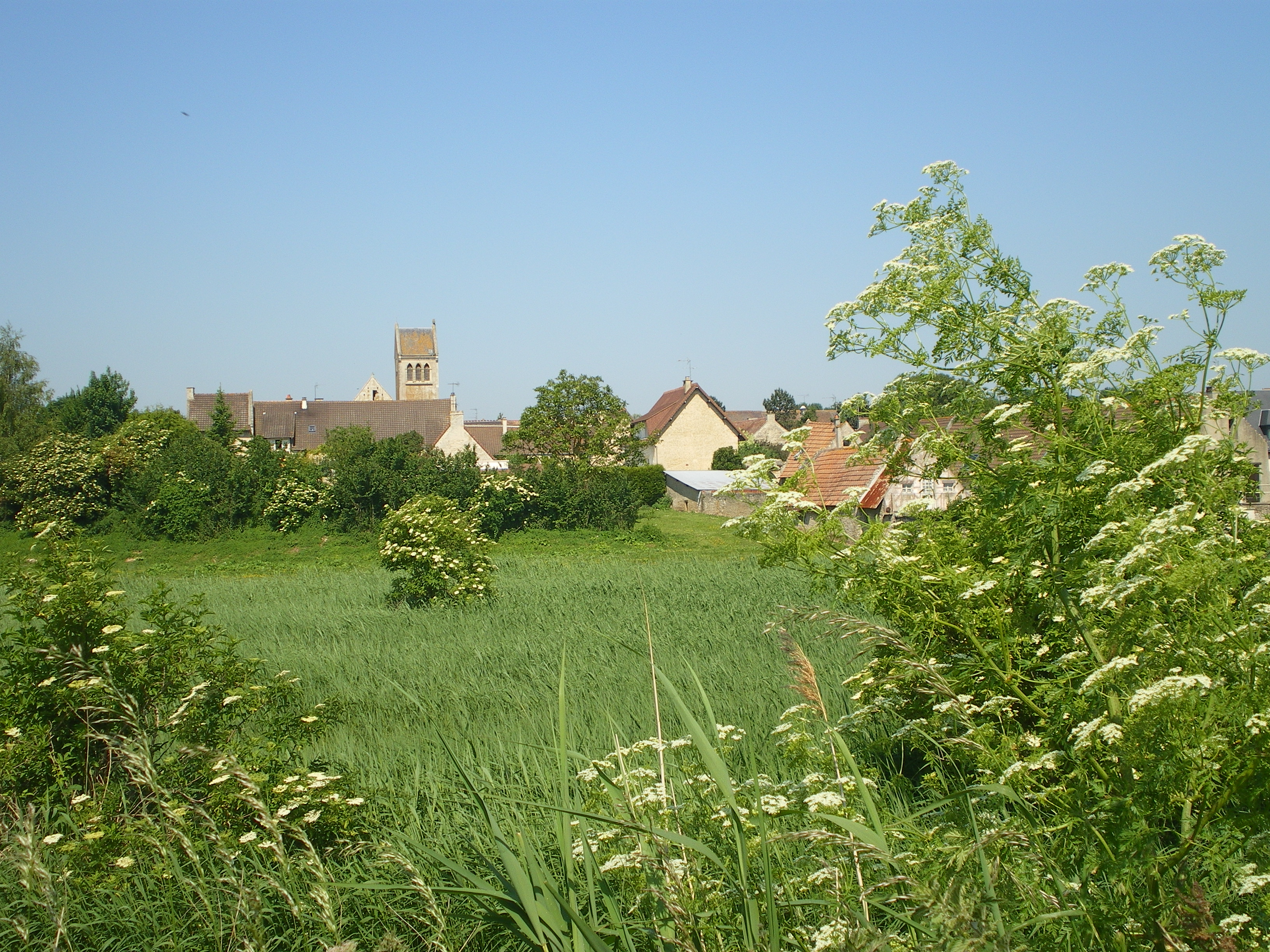
Le vieux Bénouville, avec l'église Notre-Dame, vu du chemin de halage du canal de Caen à la mer.
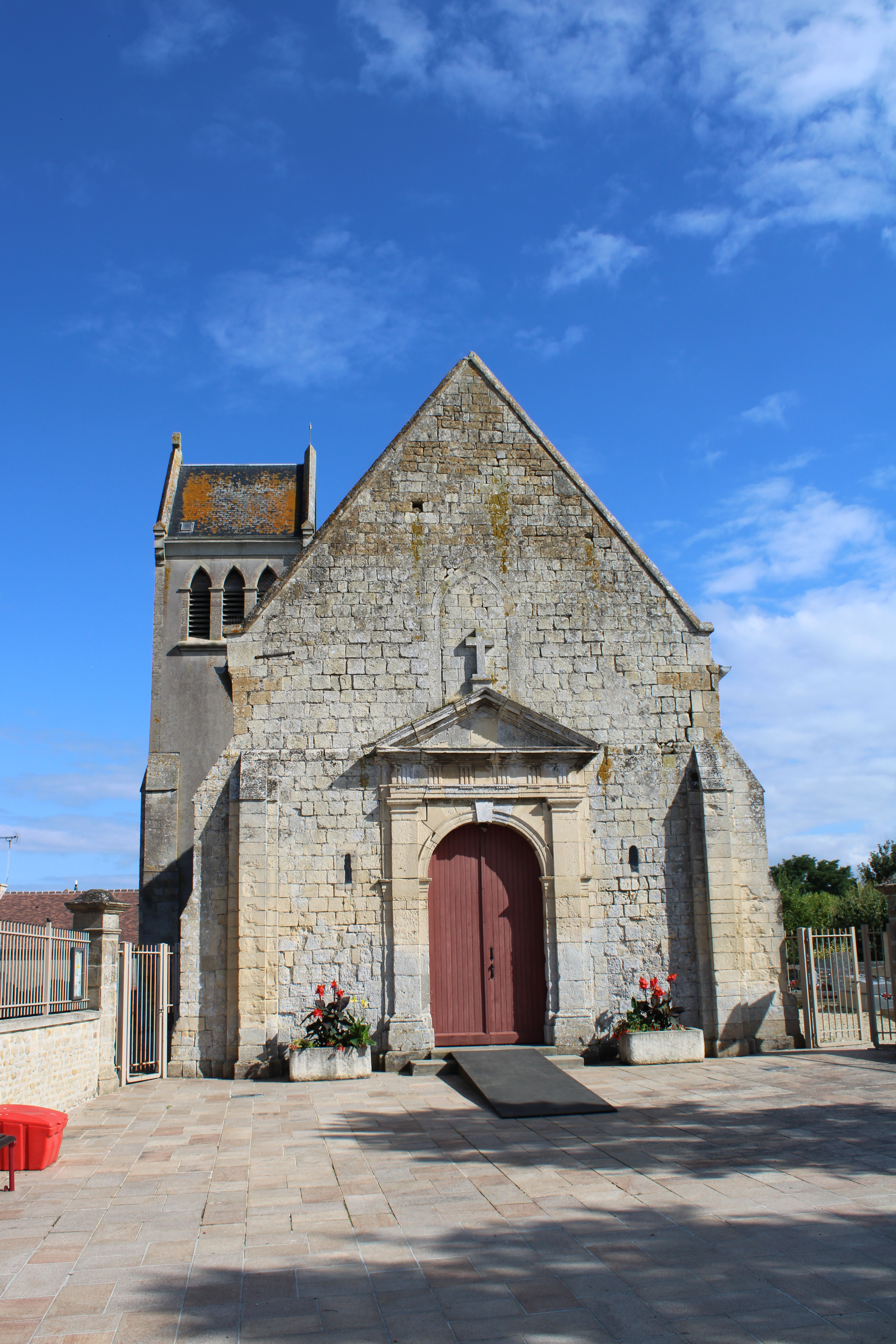
L'église.
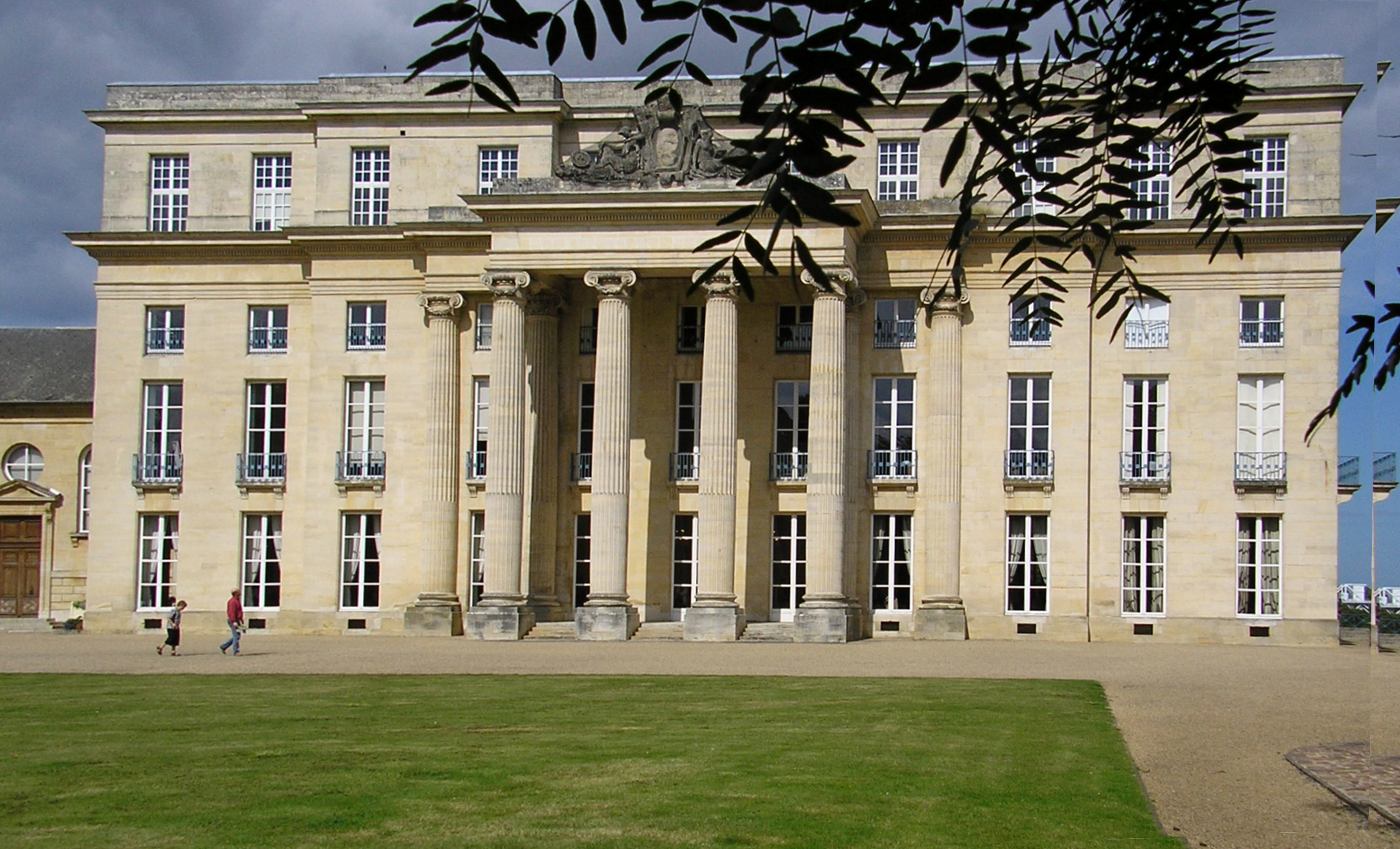
La façade du château de Bénouville.
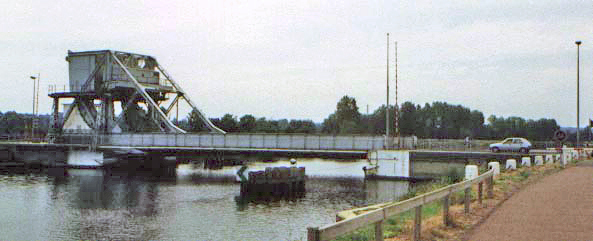
Pegasus Bridge à son emplacement originel avant son remplacement par une copie de plus grande dimension.
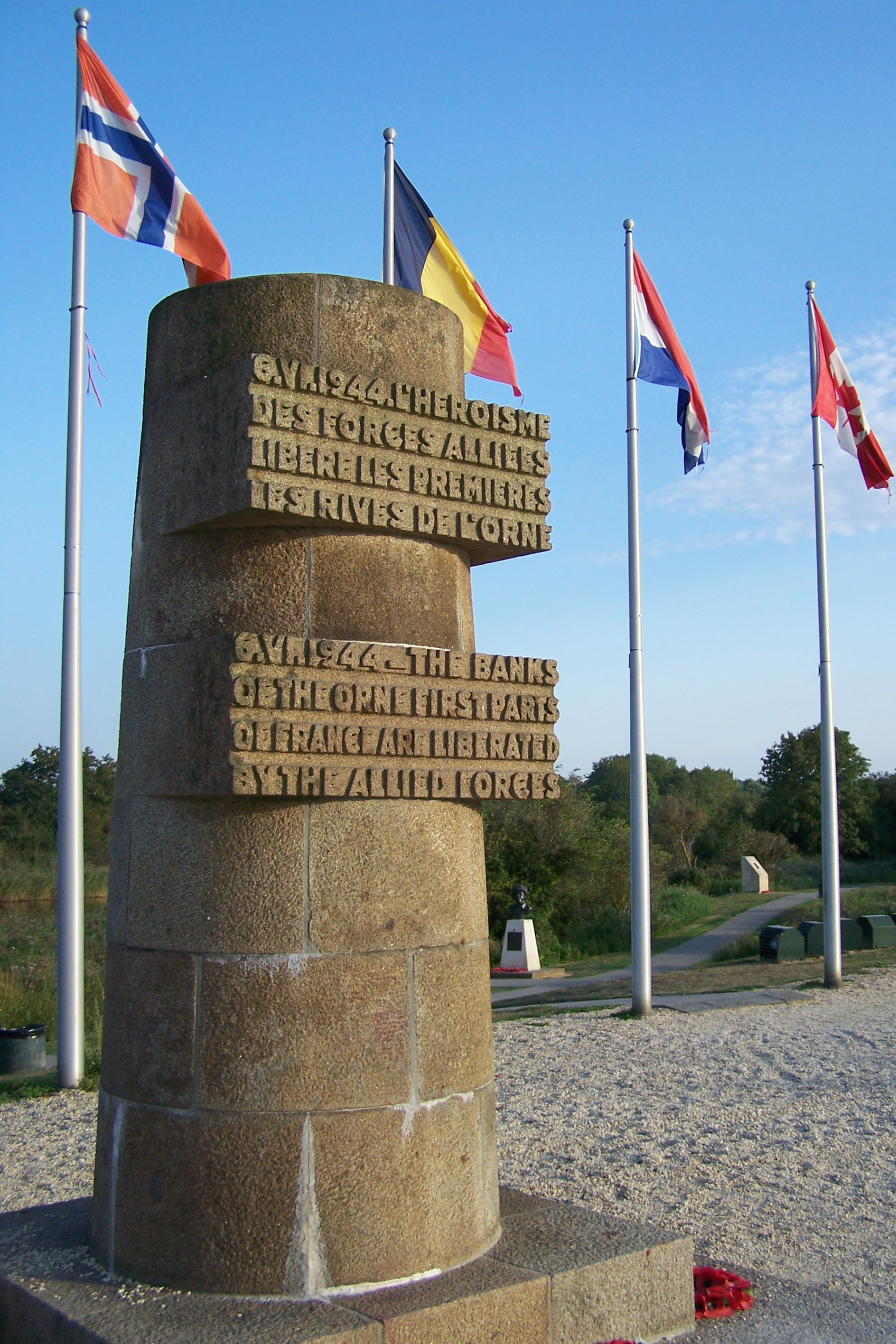
Le monument Signal.
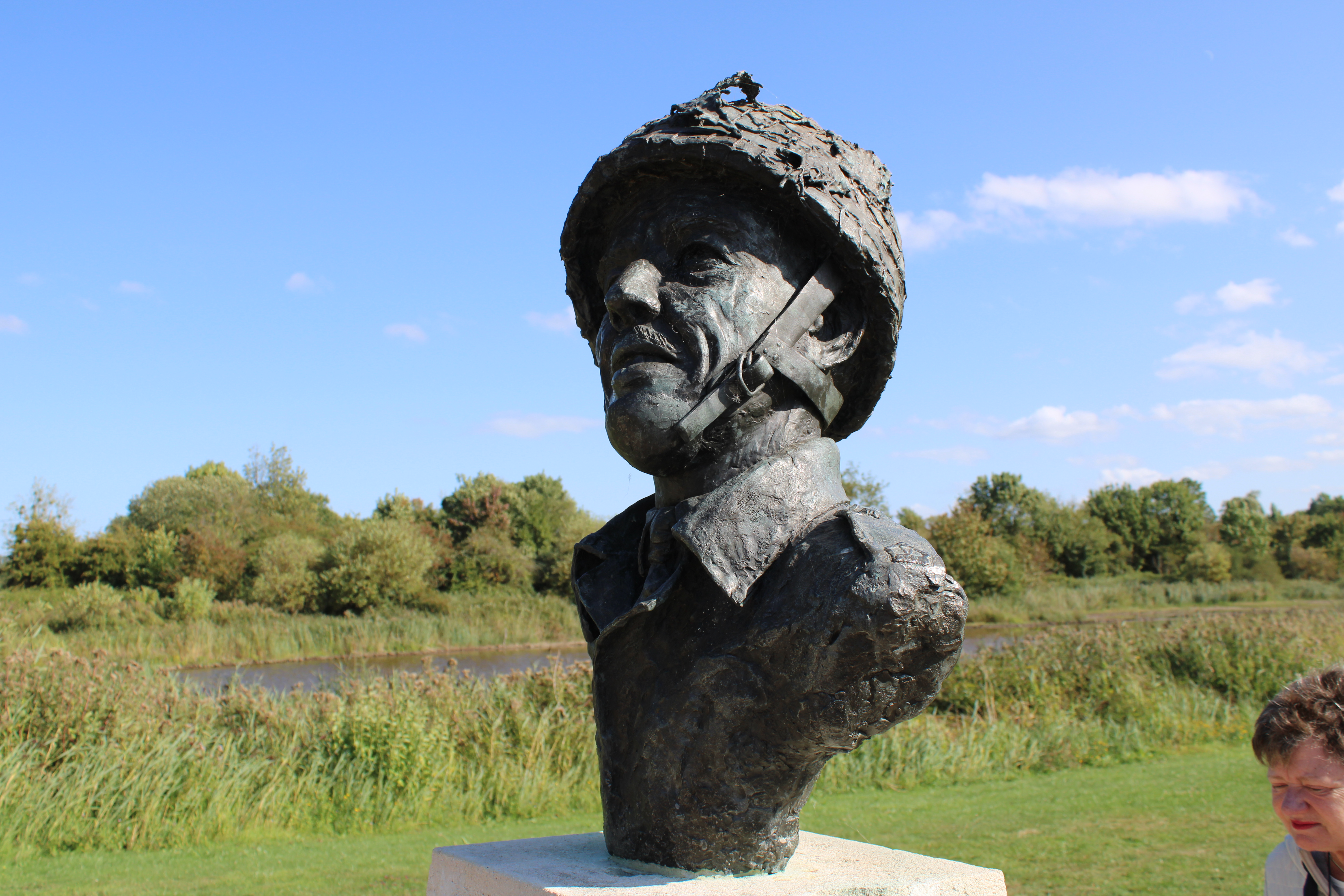
Le buste du major John Howard.Plaque commémorative du 127e Régiment d'artillerie de campagne (Highland) RA, 22 rue du Grand Clos
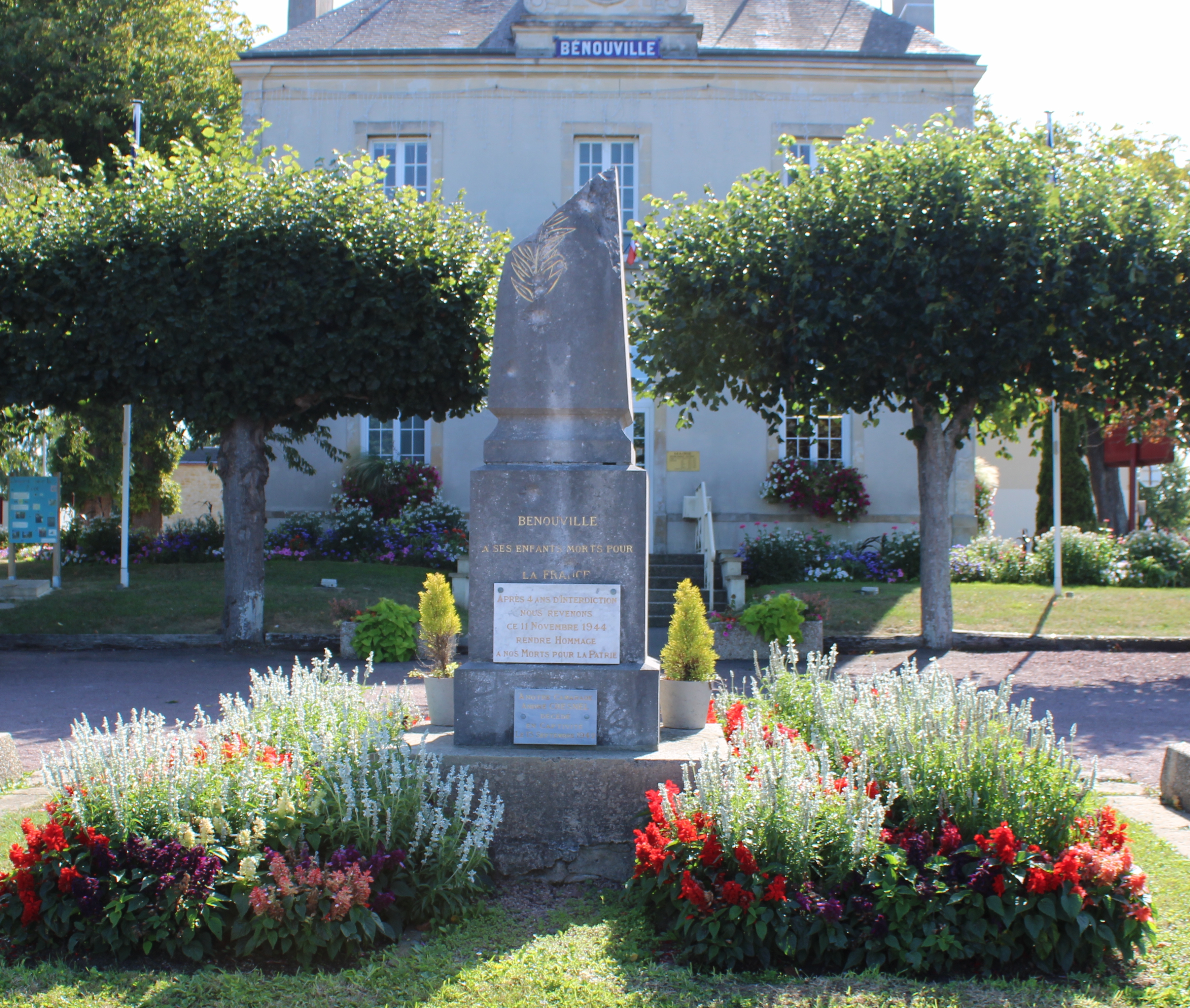
Le monument aux morts.

### Personnalités liées à la commune
- Général Sir Richard Gale (1896-1982), commandant la 6e division aéroportée britannique.
- Herbert Denham Brotheridge dit Den Brotheridge (1915-1944), officier de l'armée britannique.
- Denyse Le Lasseur (1889-1945), archéologue et orientaliste, née à Bénouville.
- Annie Girardot (1931-2011), actrice. Lorsque la future actrice était enfant, sa mère était sage-femme au château de Bénouville.
- Gérard Lenorman (né en 1945 au château-maternité de Bénouville), chanteur.
- Thierry Marie (né en 1963 à Bénouville), coureur cycliste.
- Louis-Karim Nébati (né en 1972 à Bénouville), acteur.
- John Wingate, (15 mars 1920 - 11 mai 2008) ancien officier de marine et écrivain britannique. Séjourna chez Colette Burlot au 22, rue du Grand Clos de 1981 à 1985, et il écrivit 4 livres : Carrier, Submarine, Go Deep et William the Conqueror.

### Héraldique
| Armes de Bénouville | Les armes de la commune de Bénouville se blasonnent ainsi : De sable au chevron d'or accompagné en chef à dextre d'un croissant d'argent et à senestre d'une étoile de six rais aussi d'or et en pointe d'un lion du même lampassé de gueules. |